# Dimtjo Debeljanov
Dimtjo Debeljanov (Димчо Дебелянов), född 1887, död 1916, var en bulgarisk poet.
Debeljanov skrev humoristiska dikter och kärlekslyrik. Trots sin blygsamma produktion räknas han som en av 1900-talets främsta bulgariska lyriker. Han stupade i första världskriget, och hans samlade dikter utgavs postumt 1920.